# João da Mata de Ataíde
João da Mata de Ataíde (Diamantina, 8 de Fevereiro de 1954) é um ex-atleta de corrida brasileiro. Atuou em competições entre os anos de 1973 e 1997.
Começou a correr em 1973, aos 18 anos, na cidade de Diamantina, quando era soldado da Polícia Militar.Até 1976, João da Mata corria pelo Clube Vila Rica, quando a equipe de atletismo do clube foi extinta e seus atletas foram transferidos para o Clube Atlético Mineiro. Em 1983 foi campeão da São Silvestre pelo clube.
Foi impedido de entrar nas Olimpíadas de 1984. Alguns dizem que foi por causa de uma contusão que sofreu, outros dizem que foi por causa de uma propaganda na camisa.
Em 1995, com 42 anos, o mineiro venceu a Corrida Internacional de São Silvestre na categoria veteranos. Parou de competir em 1997.

## Títulos
- Campeão da Corrida de São Silvestre em 1983 percorrendo os 12.600m da prova com o tempo de 37min39s19.[3]
- 30° lugar na Maratona de Nova York, nos Estados Unidos, em 1983.
- Bicampeão da Minimaratona da Independência (83 e 84)
- Vice-campeão sul-americano nos 5.000 e 10.000m (1984).
- Campeão da Prova Pedestre 28 de Janeiro (1984).[4]

## Vida pessoal
Iniciou a carreira na Polícia Militar de Minas Gerais. Foi Delegado da Polícia Civil de Minas Gerais e posteriormente da Polícia Federal, aposentando-se em 2015 quando era lotado em Montes Claros. Atualmente vive em Diamantina produzindo queijos artesanais.